# Plagiogyria pycnophylla
Plagiogyria pycnophylla là một loài dương xỉ trong họ Plagiogyriaceae. Loài này được Kunze Mett. mô tả khoa học đầu tiên năm 1858.